# オストログスキ家

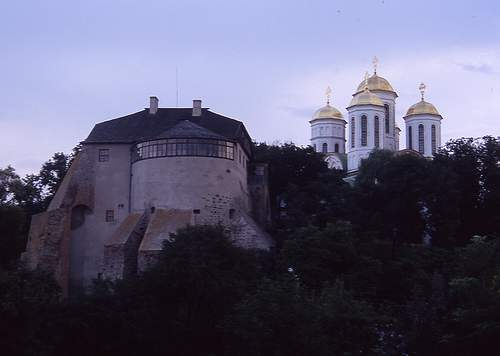
オストログスキ公家の本拠地オストローフ町。中世・近世のルーシ人の政治・文化の中心。

オストログスキ家（ポーランド語：Ostrogscy、ウクライナ語：Остро́зькі）は、14世紀から17世紀初頭にかけてリトアニア大公国とポーランド・リトアニア共和国に存在したルーシ系の公家である。ウクライナのヴォルィーニ地方オストローフ町を本領としていた。ゲディミナスの子孫であったが、リューリクの子孫であると自称。自国を持たなかったルーシ人の指導者で、正教会の保護者であった。

## 当主
- コンスタンティ・オストログスキ（1460年頃 - 1530年8月30日）
- コンスタンティ・ヴァシーリ・オストログスキ（1526年2月2日 - 1608年2月13日）
- ヤヌシュ・オストログスキ（1554年 - 1620年9月12日）

## 紋章

オストログスキ家の紋章